# František Kuchynka
František Kuchynka (1. ledna 1848 Hradec Králové – 18. února 1938 Pardubice) byl rakouský a český podnikatel a politik, na počátku 20. století poslanec Českého zemského sněmu a starosta Pardubic.

## Biografie
Vychodil školu v rodném Hradci Králové a německojazyčnou školu K. Böhma v Ústí nad Orlicí, měšťanskou školu a gymnázium v Hradci Králové a od roku 1860 byl řeznickým učněm. Pracoval pak jako řezník v Hradci Králové a Plzni, od roku 1884 v Pardubicích. Řeznický závod zde provozoval až do roku 1919, kdy ho převzal syn. V letech 1906–1910 zastával funkci starosty Pardubic a po třicet let byl aktivní v městské samosprávě.
Na počátku století se zapojil i do zemské politiky. V volbách v roce 1908 byl zvolen do Českého zemského sněmu v kurii městské, obvod Pardubice, Chlumec, Holice. Politicky se uvádí coby člen mladočeské strany. Kvůli obstrukcím se ovšem sněm po roce 1908 fakticky nescházel.
Až do své smrti zastával funkci předsedy Občanské záložny v Pardubicích. Zemřel v únoru 1938 ve vysokém věku 90 let. Byl pohřben do rodinné hrobky na Centrálním hřbitově v Pardubicích.